# Адарнасе III (князь Тао)
Адарнасе III (груз. ადარნასე д/н — 896) — еріставт-еріставі (князь князів) Верхнього Тао в 891—896 роках.

## Життєпис
Походив з династії Багратіоні. Старший син Гургена I, ерісмтавара Іберії. У 888 році той втратив значну частину влади, зосередивши панування в області Тао. 891 року внаслідок війни з Адарнасе II, царем Картлі, зазнав поразки й загинув. Владу в Верхньому Тао спадкував Адарнасе III.
Він намагався знайти підтримку в Баграта I, еріставіі Кларджеті. Втім змушений визнати зверхність царя Адарнасе II.
Помер 896 року. Йому спадкував брат Ашот I.

## Родина
- Давид (д/н—908), еріставт-еріставі Верхнього Тао
- Гурген (д\н—941), ерістав-еріставі Верхнього Тао
- Динара, дружина Адарнасе II, царя Гереті